# Casa por cárcel (película)
Casa por cárcel es una película colombiana de 2017 dirigida por Gustavo Bolívar y protagonizada por Marcela Mar, Gregorio Pernía, Fabián Ríos, Gabriela Ancona y Francisco Bolívar.

## Sinopsis
Ethan, un exitoso hombre de negocios con una hermosa novia, es capturado y condenado a pasar cinco años en prisión domiciliaria. Lo gracioso del asunto es que debe vivir bajo el mismo techo con su anterior mujer, sus hijos y su novia. La casa se convertirá en una zona de guerra por el amor y especialmente el dinero de Ethan.

## Reparto
- Marcela Mar es Caroline.
- Gregorio Pernía es Ethan.
- Fabián Ríos es Fabián.
- Francisco Bolívar es Gilberto.
- Nanis Ochoa es Samantha.
- Gabriela Ancona es Charlotte.
- Daniel Patiño es Dylan.
- Jason Lizarazo es Abogado Carter.
- Sonya Rico es Sofía.